# Statul Kayin
Statul Kayin este o unitate administrativă din Myanmar. Capitala sa este Hpa-An, de asemenea, scrisă Pa-An.
Relieful statului Karen este muntos, lanțul Dawna desfășurându-se de-a lungul statului pe direcția NNV - SSE și capătul sudic al dealurilor Karen din nord-vest. [3] Se învecinează cu provinciile din Thailanda, Mae Hong Son, Tak și Kanchanaburi, la est; statul Mon și regiunea Bago la vest și sud; regiunea Mandalay, statul Shan și statul Kayah la nord.
Statul este locuit de poporul karen.